# François Curlet
 (janvier 2012).
Si vous disposez d'ouvrages ou d'articles de référence ou si vous connaissez des sites web de qualité traitant du thème abordé ici, merci de compléter l'article en donnant les références utiles à sa vérifiabilité et en les liant à la section « Notes et références ».
François Curlet est un artiste contemporain né le 18 février 1967. Il réside alternativement à Paris, Bruxelles et Piacé (Sarthe).
Dans son travail, l'artiste se plaît à associer des idées, parfois opposées, au sein d'un même objet. Il crée ainsi des sens nouveaux et réalise des œuvres empreintes à la fois d'humour, de poésie et cependant dotées d'une charge critique.[Interprétation personnelle ?]

## Objet
- Si vous ne connaissez pas le sujet, laissez ce bandeau (vous pouvez alors contacter les auteurs).
- Si vous supprimez le contenu mis en cause (vous pouvez préalablement contacter les auteurs),

argumentez précisément cette suppression dans la page de discussion
(un manque de référence n'est pas un argument ; une recherche réelle de référence doit avoir été effectuée, être formellement documentée).
Il aime à utiliser le ready-made, en observant son travail, on remarque des objets tous déjà existants. Curlet ne s’attarde que sur la mise en scène, et la mise en place dans son espace de l’objet d’art.
Son projet à la maison rouge était d’utiliser un langage : « le club-house », dont le champ lexical a été choisi pour répondre à l’esthétique design, épurée, et élitiste du lieu. François Curlet a choisi d’investir ce lieu de la façon d’un showroom avec sa voiturette de golf posée dans le patio de la maison rouge comme un supplément de balade artistique dans ce lieu déambulatoire qu’est la galerie.
Il aime isoler des éléments de langage ou d’objet, (le tee de golf, posé sur un mur), il dévoile ainsi un aspect inaperçu du réel, il nous emmène dans une sorte de rêve, dans lequel on se sent mal, les couleurs flashy se heurtent et se répondent, dans ce remake d’un décor du film Edward aux mains d'argent qui sent le plastique neuf.
Il avait précédemment réalisé un travail qui incluait une conversation de Salvador Dalí, qui représente toute une époque de gloire de l'intelligencia artistique.

## Expositions individuelles
2003 : Electricität, Air de Paris, Paris.
Septembre - Décembre 2013 : Crème de Singe, réalisée avec DONUTS, Gare de Bordeaux-Saint-Jean, France.

## Expositions collectives
2004 : Doubtiful. Dans les plis du réel, commissariat : Master en métiers et arts de l'exposition, galerie art et essai, université Rennes-2
2016 : Instructions. Commissariat : WOOP. Sur une invitation de 40mcube. HubHug, Liffré.